# Krosna (skała)
Krosna – skała na Wyżynie Olkuskiej (część Wyżyny Krakowsko-Częstochowskiej), w miejscowości Sułoszowa w województwie małopolskim, w powiecie krakowskim, w gminie Sułoszowa. Skała znajduje się w lesie, w górnej części orograficznie prawego zbocza wąwozu Babie Doły i można do niej dojechać asfaltową drogą, którą prowadzi szlak rowerowy.

## Drogi wspinaczkowe
Rzeszoto to zbudowana z wapieni skała o wysokości 8 m, o ścianach połogich lub pionowych. Od 2018 r. uprawiana jest na niej wspinaczka skalna. Jest 15 dróg wspinaczkowych o trudności od III do VI.3 w skali polskiej. Na większości z nich zamontowano stałe punkty asekuracyjne; ringi (r) i stanowiska zjazdowe (st), na kilku wspinaczka tradycyjna (trad). Ściany wspinaczkowe o wystawie zachodniej.

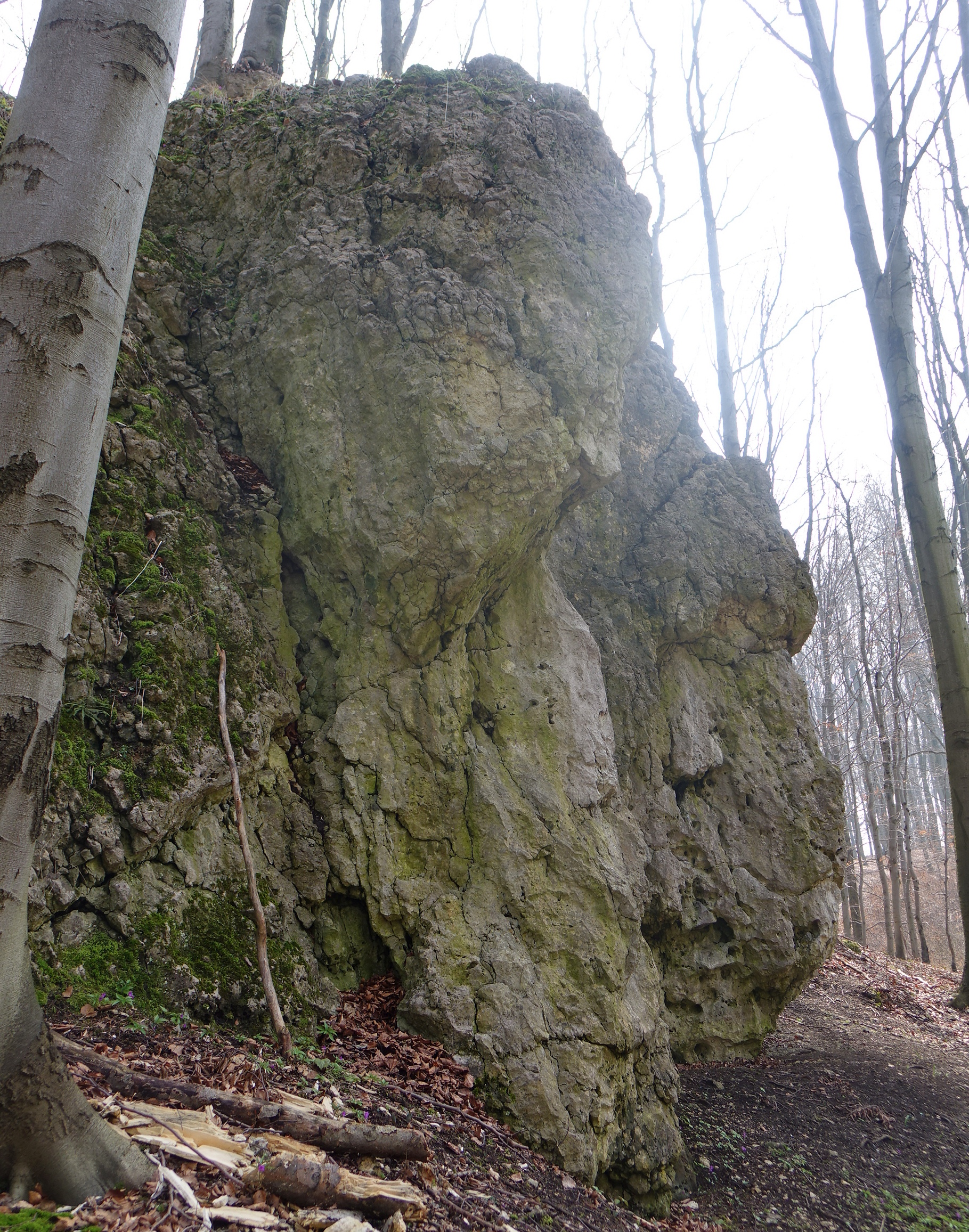
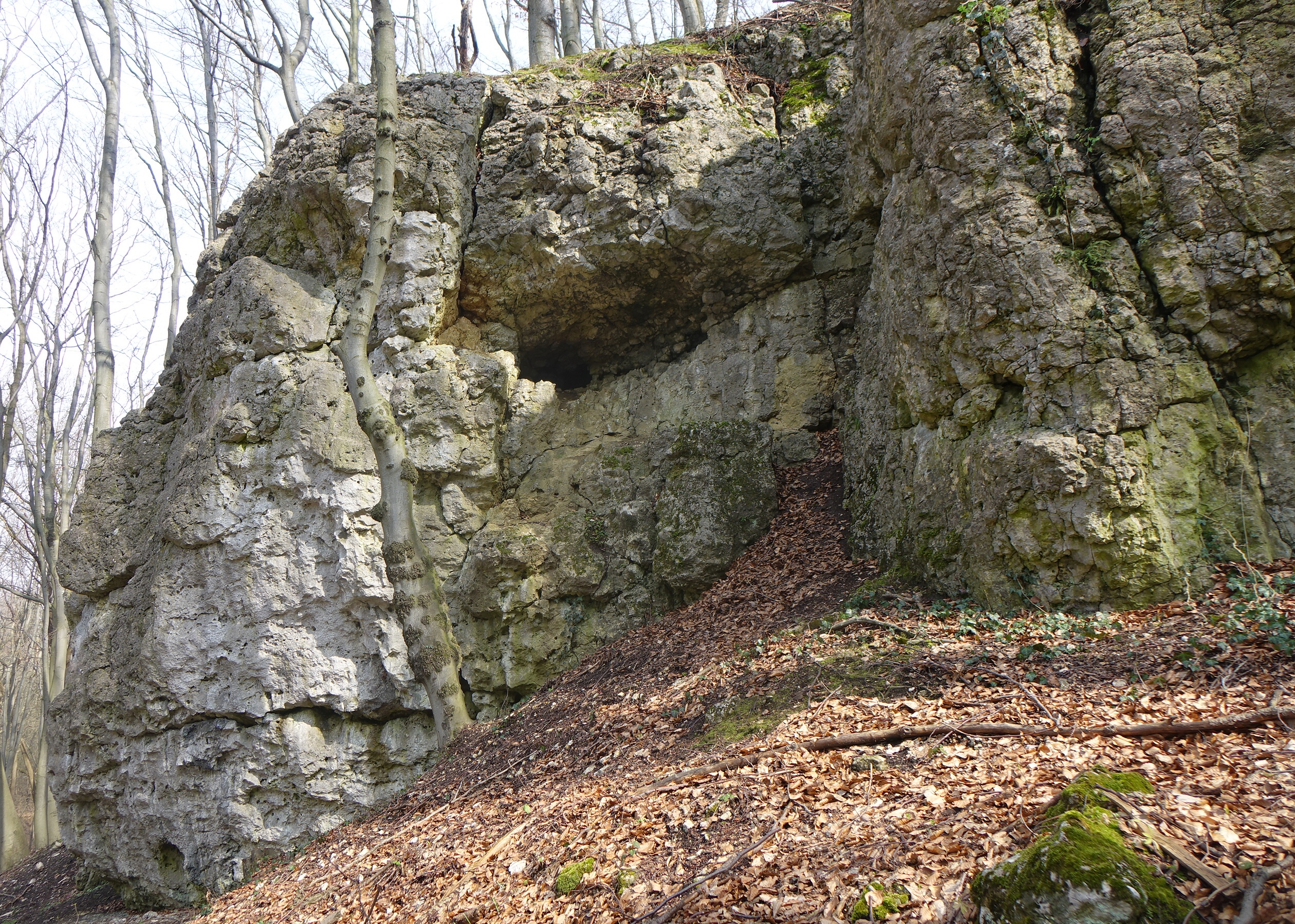
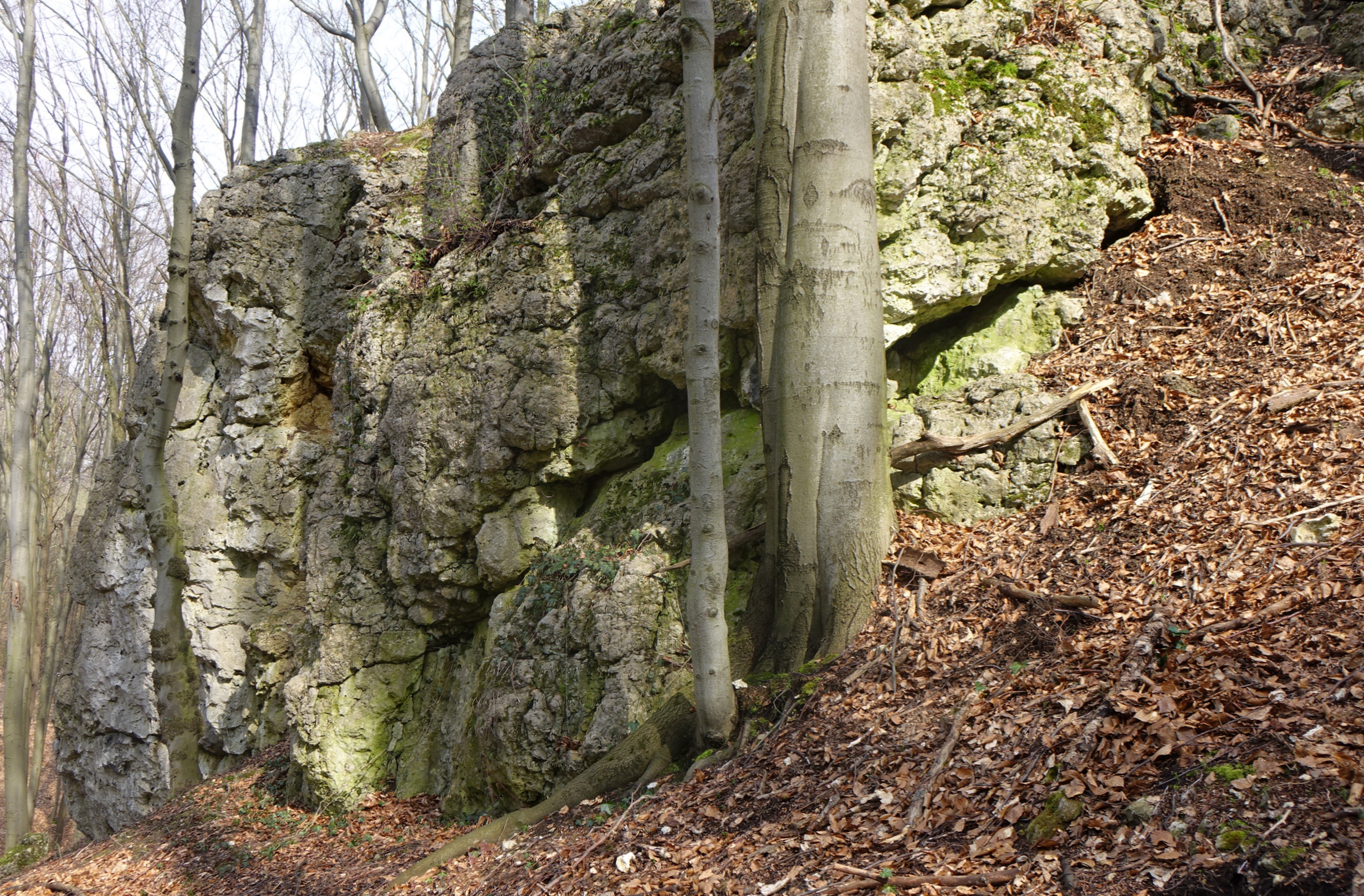
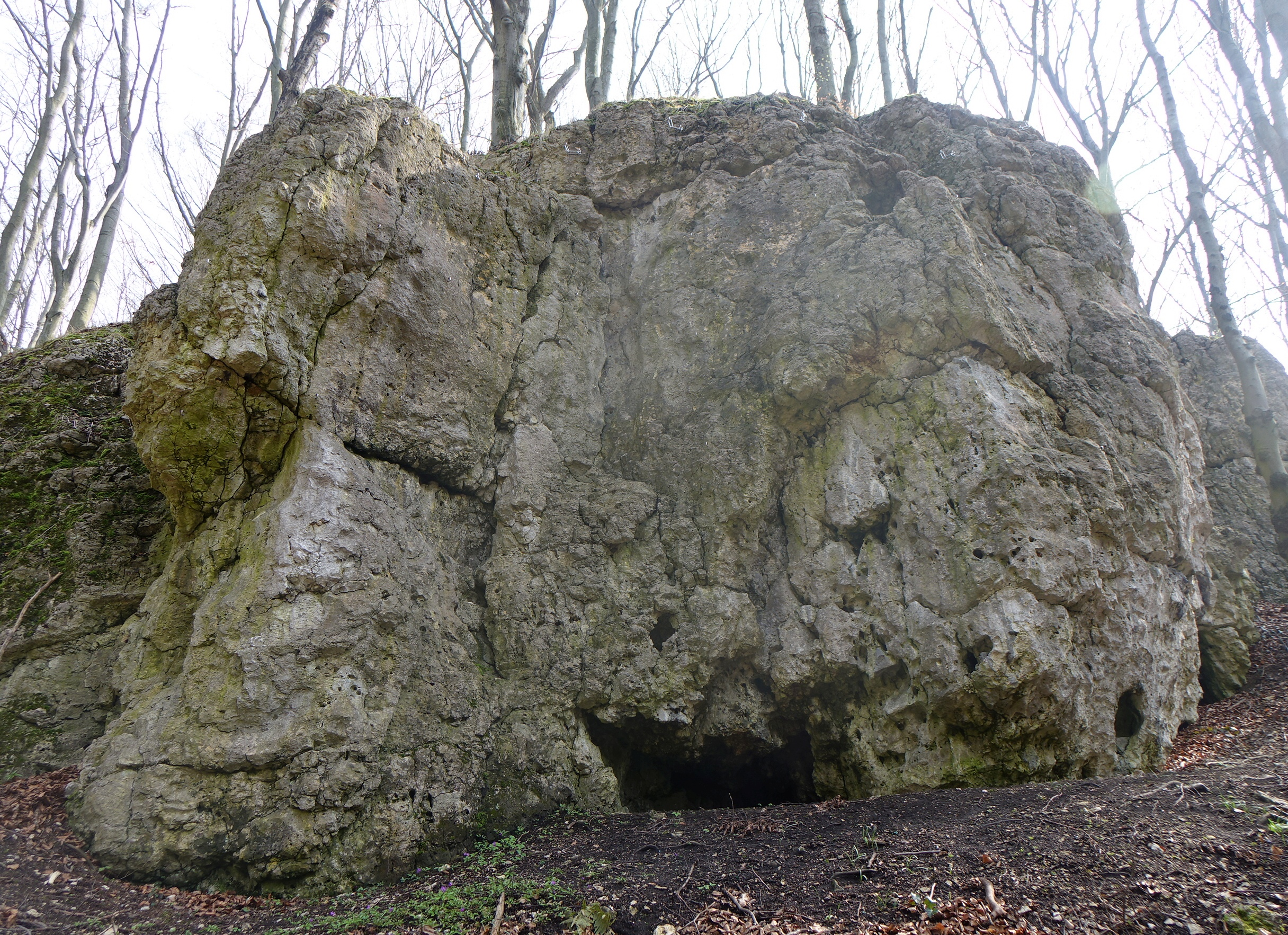

1. Krótki informator techniczny;VI.1, 2r + st
2. Jak anioł dzieweczki; VI.2, 2r + st
3. Super Irek?; VI.3, 2r + st
4. Osnowa; IV, 2r + st
5. Schludne zacięcie; III, 1r +st
6. Sanchopanseria; IV+, 3r + st
7. Dzika tkaczka; V+, 3r + st
8. Tkant; V, 3r + st
9. Prząśniczka; VI+, 3r + st
10. Gabinet figur woskowych; VI.1, 3r + st
11. Czarodziejska kura; VI+, 3r + st
12. Łoj diri diri; VI.1, trad
13. Zapasowe zacięcie; III, trad
14. Szat prast; IV, trad
15. Rach ciach; IV+, trad[1].

W skale Krosna znajduje się niewielkie Schronisko Dwuotworowe w Babich Dołach. 100 m dalej w kierunku na północ znajduje się przy drodze druga skała wspinaczkowa – Rzeszoto.